# Juan Polo Perez
Juan Polo Perez est un boxeur colombien né le 17 octobre 1963 à Bolivar.

## Carrière
Passé professionnel en 1982, il devient champion du monde des poids super-mouches IBF le 14 octobre 1989 après sa victoire aux points contre l'indonésien Ellyas Pical mais perd ce titre dès le combat suivant également aux points face à Robert Quiroga le 21 avril 1990.

## Référence
1. ↑  (en) Ellyas Pical vs. Juan Polo Perez (boxrec.com)